# Parotocinclus collinsae
Parotocinclus collinsae är en fiskart som beskrevs av Schmidt och Ferraris, 1985. Parotocinclus collinsae ingår i släktet Parotocinclus och familjen Loricariidae. Inga underarter finns listade i Catalogue of Life.